# Roland Hjelte
Jan Roland Hjelte, född 8 april 1930 i Traryd, Kronobergs län, död 9 maj 2021 i Stockholm, var en svensk journalist och TV-producent.

## Biografi
Roland Hjelte, som studerade vid Göteborgs högskola och Stockholms högskola 1950–1953, var amanuens vid Nordiska museet 1952–1958.
År 1958 anställdes han vid Sveriges Radios samhällsredaktion. Hösten 1968 utsågs han till chef för nya kanalen TV2:s faktaredaktion. Han lämnade chefsposten hösten 1973 men fortsatte som producent.
Hjelte producerade en lång rad samhällskritiska TV-program. Serien Dokument 65, som behandlade narkotikaproblematiken i Sverige, blev mycket uppmärksammad och initierade den första samhällsdebatten i ämnet. 1974 startade Hjelte, tillsammans med Annika Hagström och Lars Hjelm, programserien Rikets affärer.
Hösten 1981–våren 1983 var Hjelte chef för Dagens Eko, riksradions nyhetsredaktion. År 1984 återvände han till TV2 som chef för programsekretariatet. Han blev kvar där till år 1995.
I juli 1996 utsåg regeringen Hjelte till ledamot i rådet för mångfald inom massmedierna. Efter pensionen var han drivande i Stiftelsen Etermedierna i Sverige som gav ut böcker om TV- och radiohistoria.

## Film/TV/reportage i urval
• Hur blev jag till (1962 / 25 min) Om Elise Ottesen-Jensen, banbrytare inom sexualupplysningen i vårt land.

• Vagabond eller vanlig människa (1962 / 59 min) Om Romer i Stockholm.

• Främling i folkhem (1962 / 32 min) Bland tjugoen nationaliteter i Hallstahammar.

• Tro, tro (1963 / 57 min) Två religiösa sekter presenteras, Plymouthbröderna och Maranata.

• Dokument 65 (1965 / 129 min) Serie om narkotikamissbruk i Sverige.

• Svart vecka i Nimba (1966 / 62 min) Kring en svensk industri i ett u-land, Lamco i Liberia

• Jimmy (1971 / 62 min) Om invandrare och amerikanska desertörer i Sverige.

• No baas - Nej herre (1973 / 39 min) Om Rhodesias premiärminister Ian Smith.

• Rikets affärer (1974 / 35 min) Pang-pang, porr, reklam - eller vad?

• Ett förgiftat liv (1996 / 116 min) Uppföljning av Dokument 65.

## Familj
Roland Hjelte var gift med journalisten Gudrun Hjelte 1957–1973 och är adoptivfar till journalisten Tom Hjelte.